# Drapetis laeta
Drapetis laeta är en tvåvingeart som beskrevs av Axel Leonard Melander 1918. Drapetis laeta ingår i släktet Drapetis och familjen puckeldansflugor. Inga underarter finns listade i Catalogue of Life.